# 博洛希夫
49°5′56″N 24°11′35″E / 49.09889°N 24.19306°E
博洛希夫（烏克蘭語：Болохів），是烏克蘭的村落，位於該國西部伊萬諾-弗蘭科夫斯克州，由卡盧什區負責管轄，始建於1710年，面積7.68平方公里，海拔高度309米，2001年人口244，人口密度每平方公里31.8人。